# Domenico Berardi
Domenico Berardi (pronunție în italiană [doˈmeːniko beˈrardi]; n. 1 august 1994, Cariati, Calabria, Italia) este un fotbalist italian care joacă pe postul de atacant sau extremă dreaptă pentru Sassuolo din Serie A și la echipa națională de fotbal Italiei.
Berardi și-a început cariera la Sassuolo în 2012, ajutând echipa să câștige titlul în Serie B și să obțină astfel promovarea în Serie A în sezonul său de debut, fiind desemnat cel mai bun jucător al competiției. Performanțele sale prolifice din Serie A l-au văzut ca unul dintre cei mai promițători tineri fotbaliști din Italia și i-au adus premiul Bravo în 2015. În prezent, este cel mai bun marcator al lui Sassuolo, cu peste 100 de goluri în toate competițiile.
Berardi și-a făcut debutul internațional cu Italia în 2018 și a fost membru al echipei care a câștigat Euro 2020.

## Cariera pe echipe

### Sassuolo

#### Primii ani
Născut în Cariati, Calabria, Berardi s-a alăturat academiei de tineret a lui Cosenza la vârsta de 13 ani, înainte de a se muta la Sassuolo la vârsta de 16 ani.

#### 2012-13
Și-a făcut debutul cu Sassuolo în Serie B pe 27 august 2012, la vârsta de 18 ani, într-o victorie cu 3-0 în deplasare împotriva lui Cesena, și a marcat primul său gol profesionist cinci zile mai târziu, într-o victorie scor 2-1 acasă împotriva lui Crotone. În 2013, a fost desemnat cel mai bun jucător al Seriei B din sezonul trecut la premiile anuale Gran Galà del calcio, după ce a ajutat Sassuolo să câștige titlul din Serie B și o promovare istorică în Serie A, marcând 11 goluri. În iunie 2013, a fost descris drept „starul fără îndoială al echipei [Sassuolo]”.

#### 2013-14
La 2 septembrie 2013, Juventus a confirmat prin intermediul site-ului său oficial că Berardi s-a alăturat clubului pe bază de coproprietate, ceea ce l-a văzut pe Luca Marrone transferat în direcția opusă, ambii pentru o sumă de 4,5 milioane de euro. Berardi a rămas la Sassuolo împrumutat pentru sezonul 2013-2014. Și-a făcut debutul în Serie A la vârsta de 19 ani, într-o remiză 1–1 în deplasare împotriva lui Napoli, pe 25 septembrie 2013. A marcat primul său gol în Serie A dintr-un penalti pe 6 octombrie 2013, într-o înfrângere 3-1 cu Parma. Pe 20 octombrie, a marcat din penalti, în timp ce Sassuolo a învins Bologna cu 2–1 pentru prima lor victorie în Serie A, deplasându-i din zona retrogadări. A marcat un hat-trick, inclusiv două penaltyuri, în prima victorie în deplasare a lui Sassuolo în Serie A, 4–3 împotriva lui Sampdoria pe 3 noiembrie 2013.
Pe 12 ianuarie 2014, Berardi a marcat toate cele patru goluri într-o victorie cu 4–3 pe teren propriu împotriva lui AC Milan. Cu această reușită, a devenit al doilea cel mai tânăr jucător care a marcat patru goluri într-un singur meci din Serie A – cel mai tânăr a fost Silvio Piola, în vârstă de 18 ani, în 1931 – și primul jucător care a marcat patru într-un meci din campionat împotriva Milanului. Pe 6 mai 2014, Berardi a marcat un hat-trick în prima repriză în victoria cu 4–3 în deplasare cu Fiorentina. A încheiat sezonul cu 16 goluri în 29 de meciuri în campionat, deoarece Sassuolo a evitat retrogradarea. 

#### 2014-15
În iulie 2014, agentul lui Berardi a confirmat că va rămâne împrumutat la Sassuolo încă un sezon; acordul de coproprietate a fost, de asemenea, reînnoit la 20 iunie 2014.
Pe 17 mai 2015, a marcat un hat-trick pe Stadionul Mapei într-o victorie cu 3-2 împotriva lui Milan. A încheiat sezonul 2014-2015 din Serie A cu 15 goluri și 10 pase decisive și a fost unul dintre cei mai buni pasatori din campionat. A atins cifra de 30 de goluri în campionat în 59 de meciuri, remarcat de UEFA ca fiind mai rapid decât cele 70 de meciuri luate pentru ca Lionel Messi să atingă acel reper; la vârsta de 20 de ani, a devenit și cel mai tânăr jucător care a ajuns la 30 de goluri în Serie A din 1958.

#### 2015-16
La 25 iunie 2015, s-a anunțat printr-o declarație oficială că coproprietatea a fost soluționată în favoarea Sassuolo pentru 10 milioane de euro. S-a raportat că face parte din contractul lui Simone Zaza cu Juventus. Cu toate acestea, Juventus a păstrat și opțiunea de a-l aduce pe Berardi înapoi la Torino în 2016.
Berardi a deschis sezonul 2015-2016 din Serie A cu o performanță excelentă, fiind omul meciului în victoria cu 2-1 pe teren propriu împotriva lui Napoli, stabilind golul lui Floro Flores; cu toate acestea, a suferit și o accidentare în timpul meciului, care la ținut departe de terenuri pentru o lună și jumătate. S-a întors pe teren după o recuperare timpurie pe 20 septembrie 2015, intrând de pe bancă într-o remiză cu 2-2 în deplasare împotriva Romei. A marcat primul său gol al sezonului din penalti într-o victorie cu 2-1 pe teren propriu împotriva lui Lazio, pe 18 octombrie 2015. Sassuolo a încheiat sezonul pe locul al șaselea, ocupând un loc în turul al treilea de calificare în UEFA Europa League 2016-2017.

#### 2016-17
La 28 iulie 2016, Berardi și-a făcut debutul în competițiile europene în prima manșă a unui meci de calificare din turul al treilea din UEFA Europa League împotriva lui FC Luzern, marcând primul gol al lui și al lui Sassuolo în competiție din penalti într-o remiză scor 1-1 în deplasare. În manșa retur, pe 4 august, a marcat de două ori într-o victorie cu 3-0 pe teren propriu, ceea ce i-a permis lui Sassuolo să avanseze în rundele de play-off. În prima manșă a play-off-ului Europa League, pe 18 august, Berardi a marcat un gol într-o victorie cu 3-0 pe teren propriu împotriva lui Steaua Roșie Belgrad. În meciul de deschidere al sezonului 2016-2017 din Serie A trei zile mai târziu, a marcat din nou, din penalti, pentru a-i oferi lui Sassuolo o victorie cu 1-0 în deplasare împotriva lui Palermo. Pe 25 august, a marcat încă un gol (al șaselea în cinci meciuri) într-o remiză 1–1 împotriva lui Steaua Roșie Belgrad în returul play-off-ului din Europa League, ajutând astfel Sassuolo să ajungă în faza grupelor din Europa League a sezonului. Pe 28 august, și-a continuat starea bună de formă, marcând un gol într-o victorie cu 2-1 pe teren propriu împotriva lui Pescara, devenind cel mai tânăr jucător italian din sezonul 1994-1995 care a marcat 40 de goluri în Serie A și al doilea cel mai tânăr jucător în general, doar în spatele brazilianului Alexandre Pato, la vârsta de 22 de ani și 27 de zile; mai târziu în acel meci a suferit o accidentare, și s-a anunțat ulterior că a suferit leziuni ale ligamentelor genunchiului, excluzându-l pentru restul anului calendaristic. După ce a fost exclus timp de aproape patru luni și jumătate, Berardi a revenit la acțiune de pe bancă în repriza a doua într-o remiză 0-0 pe teren propriu împotriva lui Torino, pe 8 ianuarie 2017.

#### 2017 – prezent
Pe 24 august 2017, Berardi a semnat un contract pe cinci ani cu Sassuolo.
Pe 19 august 2018, Berardi a marcat un gol dintr-un penalti într-o victorie cu 1-0 pe teren propriu împotriva lui Inter Milano, în primul meci din sezonul 2018-19 din Serie A.
La 1 septembrie 2019, Berardi a marcat un hat-trick într-o victorie cu 4-1 împotriva lui Sampdoria.
Pe 17 aprilie 2021, Berardi a marcat de două ori, atunci când Sassuolo a întors scorul pentru a învinge Fiorentina cu scorul de 3–1. Acest lucru a însemnat că Berardi a atins 100 de goluri în toate competițiile pentru Neroverdi de când a debutat pentru club în Serie B în august 2012. Pe 23 mai 2021, Berardi a marcat cel de-al 17-lea gol al sezonului 2020-21 din Serie A într-o victorie cu 2-0 în fața lui Lazio. A fost cel mai bun sezon al lui Berardi din cariera sa profesionistă în ceea ce privește goluri și a ajutat Sassuolo să ajungă pe locul 8, ratând competiția europeană la golaveraj.
Pe 18 martie 2022, Berardi a marcat de două ori într-o victorie cu 4-1 pe teren propriu împotriva Speziei; cel de-al doilea gol al său, care a venit dintr-un penalti, a fost cel de-al 100-lea gol al său în Serie A, tot cu Sassuolo.
La 23 septembrie 2023, Berardi și-a sărbătorit cifra de 300 de meciuri jucate în Serie A cu un gol împotriva lui Juventus, în eventuala victorie acasă cu 4-2. Pe 28 septembrie 2023, în timpul meciului din deplasare împotriva lui Inter Milano, a marcat golul victoriei într-o revenire cu 2-1 pentru Sassuolo.

## Cariera la națională

### Tineret
Berardi a făcut parte din echipa națională a Italiei sub 19 ani, dar nu a răspuns la convocarea pentru calificarea la Campionatul European al grupei de vârstă și a fost descalificat timp de nouă luni pentru încălcarea codului de etică.
.Berardi a jucat pentru echipa națională a Italiei sub 21 de ani. A primit prima convocare pe 28 februarie 2014, pentru meciului de calificare la campionatul european al echipei împotriva Irlandei de Nord, pe 5 martie. Pe 2 martie, însă, i-a dat un cot lui Cristian Molinaro în timpul meciului lui Sassuolo din campionat împotriva Parmei, iar ulterior a fost exclus din lot pentru încălcarea codului de etică al echipei. Și-a făcut debutul sub conducerea antrenorului sub 21 al Italiei, Luigi Di Biagio, pe 4 iunie 2014, într-o victorie cu 4-0 pe teren propriu împotriva Muntenegrului. A marcat primul său gol la a treia apariție pentru azzurrini, golul câștigător în victoria cu 3-2 împotriva Serbiei într-un meci de calificare pentru Campionatul European Sub-21 din 2015, care i-a permis Italiei să treacă de playoff și, în cele din urmă, să se califice pentru turneul final, care va avea loc în Cehia.
La 1 iunie 2015, Berardi a fost inclus în echipa provizorie de 27 de jucători a lui Di Biagio pentru Campionatul European Sub-21 din 2015; pe 7 iunie, a fost inclus în echipa finală de 23 de jucători care avea să participe la turneu. Berardi a marcat un gol dintr-un penalti în meciul de deschidere al Italiei în turneu, împotriva Suediei, pe 18 iunie, care s-a încheiat cu o înfrângere 2-1. Pe 24 iunie, a stabilit golul lui Andrea Belotti în victoria Italiei cu 3-1 în fața Angliei în ultimul meci al Italiei din grupe, deși rezultatul nu a fost suficient pentru ca naționala italiană sub 21 de ani să treacă în semifinale, deoarece azzurrinii au terminat pe locul al treilea în grupa lor, în spatele celor două eventuale finaliste Portugalia și Suedia.
În iunie 2017, Berardi a fost inclus în lotul Italiei sub 21 de ani pentru Campionatul European sub 21 de ani din 2017 de către antrenorul Di Biagio. În cel de-al doilea meci al Italiei din grupe din 21 iunie, a marcat singurul gol al echipei sale într-o înfrângere cu 3-1 în fața Cehiei. Italia a fost eliminată de Spania în semifinale pe 27 iunie, după o înfrângere cu 3-1.

### Senior
Berardi a primit prima convocare la naționala de seniori a Italiei de la antrenorul Antonio Conte în octombrie 2015, înaintea calificărilor Italiei la Euro 2016 împotriva Azerbaidjanului și Norvegiei din 10 și 13 octombrie; Cu toate acestea, a suferit o accidentare musculară la încălzirea lui Sassuolo pentru meciul împotriva lui Empoli, pe 4 octombrie, ceea ce l-a forțat să renunțe la națională pentru următoarele două meciuri.
În mai 2017, Berardi a fost convocat de antrenorul principal al Italiei, Gian Piero Ventura, pentru amicalul neoficial al naționalei împotriva lui San Marino de la Empoli pe 31 mai. Și-a făcut debutul neoficial cu naționala de seniori, fiind căpitanul echipei și a făcut parte din echipa de start care a învins cu scorul de 8-0, stabilind al doilea gol al lui Gianluca Lapadula.
Berardi și-a făcut debutul oficial cu naționala de seniori a Italiei, sub conducerea lui Roberto Mancini, începând meciul într-o înfrângere amicală 3-1 împotriva Franței, la Nice, pe 1 iunie 2018.
Berardi a marcat primul său gol cu naționala Italiei pe 7 octombrie 2020, golul final al unei victorii cu 6-0 pe teren propriu împotriva Moldovei într-un meci amical.
În iunie 2021, Berardi a fost inclus în lotul Italiei pentru Euro 2020. În meciul de deschidere al turneului din 11 iunie, o victorie cu 3-0 în fața Turciei, centrarea sa a dus la golul de deschidere al meciului, un autogol al lui Merih Demiral. În următorul meci din grupă, pe 16 iunie, i-a oferit o pasă de gol lui Manuel Locatelli pentru primul gol al Italiei într-o eventuală victorie cu 3-0 împotriva Elveției. Pe 11 iulie, Berardi a câștigat Campionatul European cu Italia în urma unei victorii cu 3–2 la loviturile de departajare în fața Angliei pe stadionul Wembley în finală, după un egal 1–1 în prelungiri; Berardi a intrat ca înlocuitor al lui Ciro Immobile în a doua jumătate a timpului regulamentar, iar mai târziu a marcat prima lovitură de la unsprezece metri la loviturile de departajare.
Pe 10 octombrie, Berardi a marcat golul victoriei dintr-un penalti în victoria cu 2-1 pe teren propriu împotriva Belgiei în meciul pentru medalia de bronz din Liga Națiunilor UEFA 2020-21.

## Statistici privind cariera

### Club
| Club                | Sezon            | Campionat        | Campionat | Campionat | Coppa Italia | Coppa Italia | Europa  | Europa | Total   | Total  |
| Club                | Sezon            | Divizie          | Meciuri   | Goluri    | Meciuri      | Goluri       | Meciuri | Goluri | Meciuri | Goluri |
| ------------------- | ---------------- | ---------------- | --------- | --------- | ------------ | ------------ | ------- | ------ | ------- | ------ |
| Sassuolo            | 2012–13          | Serie B          | 37        | 11        | 2            | 0            | —       | —      | 39      | 11     |
| Juventus            | 2013–14          | Serie A          | —         | —         | —            | —            | —       | —      | 0       | 0      |
| Juventus            | 2014–15          | Serie A          | —         | —         | —            | —            | —       | —      | 0       | 0      |
| Juventus            | Total            | Total            | 0         | 0         | 0            | 0            | 0       | 0      | 0       | 0      |
| Sassuolo (împrumut) | 2013–14          | Serie A          | 29        | 16        | 1            | 0            | —       | —      | 30      | 16     |
| Sassuolo (împrumut) | 2014–15          | Serie A          | 32        | 15        | 2            | 0            | —       | —      | 34      | 15     |
| Sassuolo (împrumut) | Total            | Total            | 61        | 31        | 3            | 0            | 0       | 0      | 64      | 31     |
| Sassuolo            | 2015–16          | Serie A          | 29        | 7         | 2            | 0            | —       | —      | 31      | 7      |
| Sassuolo            | 2016–17          | Serie A          | 21        | 5         | 0            | 0            | 4       | 5      | 25      | 10     |
| Sassuolo            | 2017–18          | Serie A          | 31        | 4         | 2            | 1            | —       | —      | 33      | 5      |
| Sassuolo            | 2018–19          | Serie A          | 35        | 8         | 2            | 2            | —       | —      | 37      | 10     |
| Sassuolo            | 2019–20          | Serie A          | 31        | 14        | 1            | 0            | —       | —      | 32      | 14     |
| Sassuolo            | 2020–21          | Serie A          | 30        | 17        | 0            | 0            | —       | —      | 30      | 17     |
| Sassuolo            | 2021–22          | Serie A          | 33        | 15        | 1            | 0            | —       | —      | 34      | 15     |
| Sassuolo            | 2022–23          | Serie A          | 26        | 12        | 1            | 1            | —       | —      | 27      | 13     |
| Sassuolo            | 2023–24          | Serie A          | 16        | 9         | 1            | 0            | —       | —      | 17      | 9      |
| Sassuolo            | Total            | Total            | 252       | 91        | 10           | 4            | 4       | 5      | 266     | 100    |
| Total în carieră    | Total în carieră | Total în carieră | 350       | 133       | 15           | 4            | 4       | 5      | 369     | 142    |

1. ↑  Apariții în UEFA Europa League

### Internațional
| Echipa națională | An    | Selecții | Goluri |
| ---------------- | ----- | -------- | ------ |
| Italia           | 2018  | 5        | 0      |
| Italia           | 2019  | 0        | 0      |
| Italia           | 2020  | 4        | 3      |
| Italia           | 2021  | 14       | 3      |
| Italia           | 2022  | 1        | 0      |
| Italia           | 2023  | 3        | 2      |
| Total            | Total | 27       | 8      |

| Nu. | Dată              | Locul de desfășurare                              | Adversar              | Scor | Rezultat | Competiție                         |
| --- | ----------------- | ------------------------------------------------- | --------------------- | ---- | -------- | ---------------------------------- |
| 1   | 7 octombrie 2020  | Stadio Artemio Franchi, Florența, Italia          | Republica Moldova     | 6–0  | 6–0      | Meci amical                        |
| 2   | 15 noiembrie 2020 | Stadionul Mapei, Reggio Emilia, Italia            | Polonia               | 2–0  | 2–0      | Liga Națiunilor UEFA A 2020-21     |
| 3   | 18 noiembrie 2020 | Stadion Grbavica, Saraievo, Bosnia și Herțegovina | Bosnia și Herțegovina | 2–0  | 2–0      | Liga Națiunilor UEFA A 2020-21     |
| 4   | 25 martie 2021    | Stadio Ennio Tardini, Parma, Italia               | Irlanda de Nord       | 1–0  | 2–0      | Calificările la Cupa Mondială 2022 |
| 5   | 4 iunie 2021      | Stadio Renato Dall'Ara, Bologna, Italia           | Cehia                 | 4–0  | 4–0      | Meci amical                        |
| 6   | 10 octombrie 2023 | Stadionul Juventus, Torino, Italia                | Belgia                | 2–0  | 2–1      | Finalele Liga Națiunilor 2021      |
| 7   | 14 octombrie 2023 | Stadio San Nicola, Bari, Italia                   | Malta                 | 2–0  | 4–0      | Calificările la UEFA Euro 2024     |
| 8   | 14 octombrie 2023 | Stadio San Nicola, Bari, Italia                   | Malta                 | 3–0  | 4–0      | Calificările la UEFA Euro 2024     |

## Titluri
Sassuolo
- Seria B: 2012–13

Italia
- Campionatul European de Fotbal: 2020[81]
- Locul trei în Liga Națiunilor UEFA: 2020–21[82]